# Nicolas Sterling

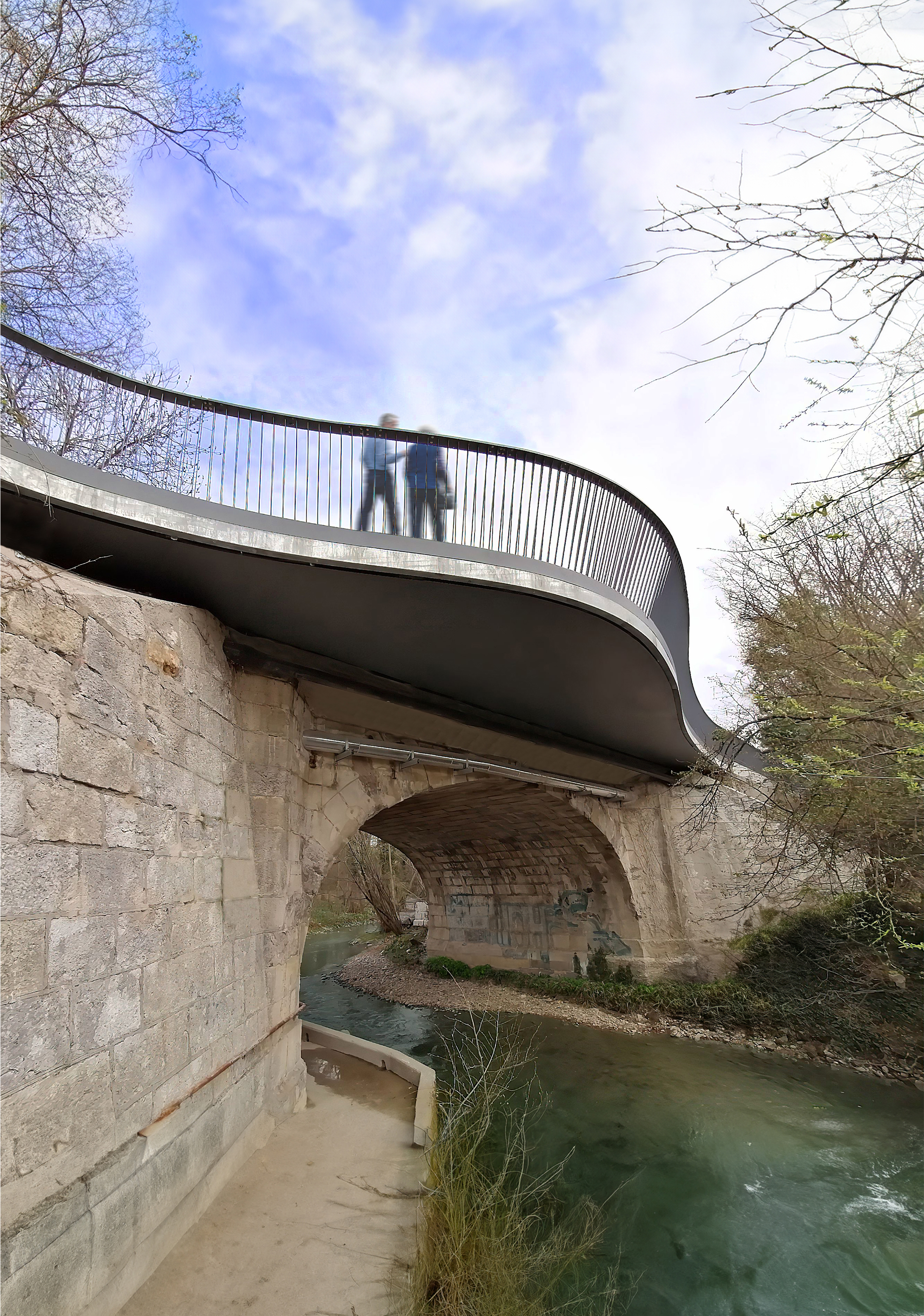
Requalification du Pont du Lion, Saint-Genis-Pouilly, France

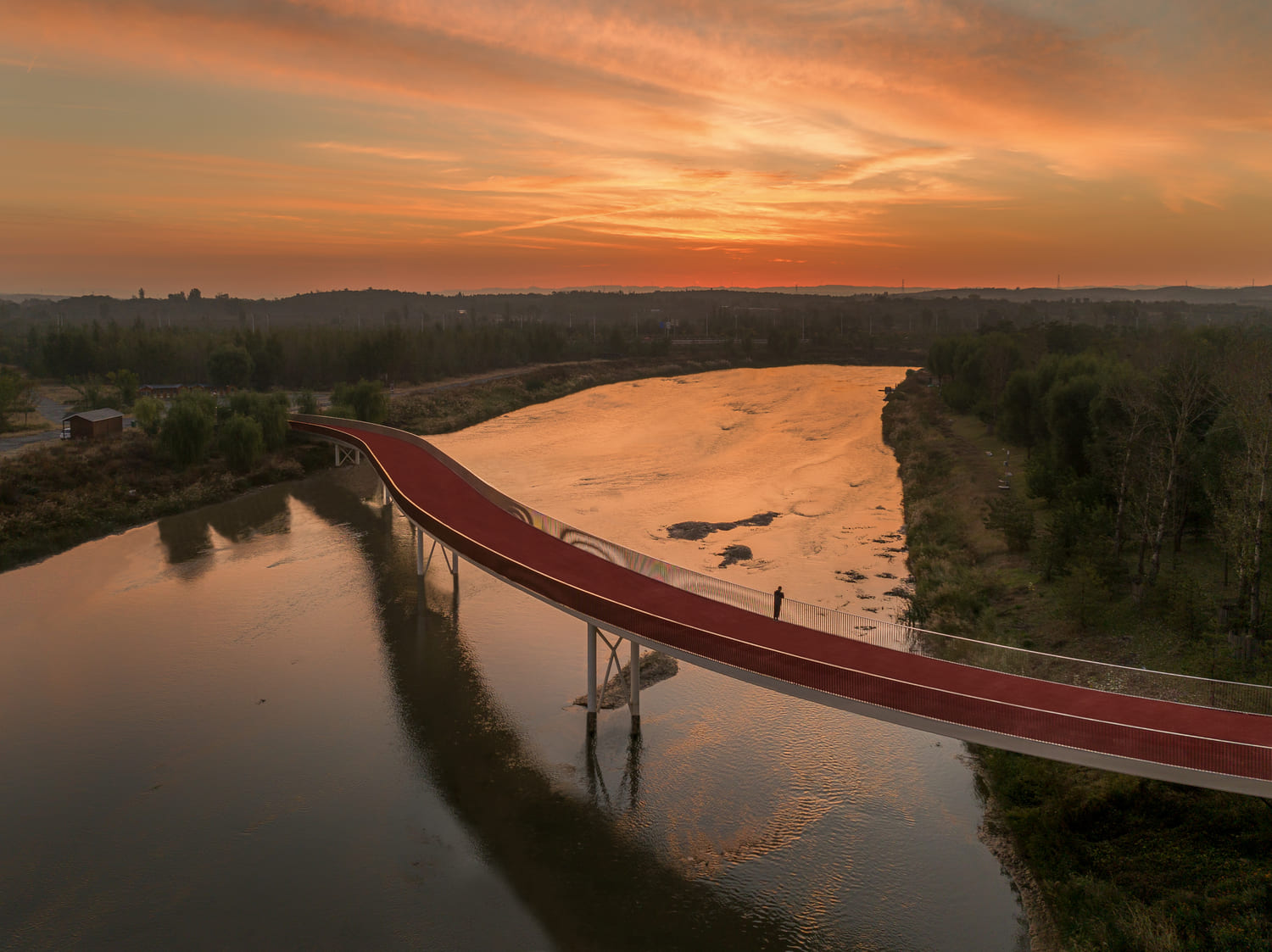
Passerelle d’entrée du théâtre d’eau, Taiyuan, Chine

Nicolas Sterling est un architecte et ingénieur structure français basé à Berlin. Il est cofondateur de l'agence Sterling Presser Architects+Engineers, une agence de conception berlinoise reconnue pour ses projets interdisciplinaires intégrant architecture et ingénierie.

## Enfance et formation
Nicolas Sterling naît à Saint-Pierre-lès-Nemours, dans le département de la Seine-et-Marne, en France. Il s'intéresse très tôt à l’architecture et aux matériaux, influencé par la basilique gothique Basilique Saint-Mathurin et le métier de son père, tailleur de pierre.
Il étudie l’architecture à l’École nationale supérieure d'architecture de Paris-La Villette et obtient parallèlement un diplôme d’ingénieur du Conservatoire national des arts et métiers (CNAM).
Dans les années 2000, il découvre l’œuvre de Peter Rice et effectue sa formation professionnelle sous la direction de Hugh Dutton chez HDA à Paris et contribue a plusieurs projets tels le Nouveau musée de l’Acropole à Athènes en 2000, la Façade du Drugstore Publicis à Paris en 2002, le Terminal 3 Changi à Changi, Singapour en 2003, la Passerelle olympique à Turin, en Italie ou encore la Passerelle A86 à  Rueil-Malmaison,.

## Carrière
Nicolas Sterling travaille à l’international dans de grandes agences d’ingénierie et de design. Il rejoint en 2005 l’Advanced Geometry Unit (AGU) d’Arup à Londres, dirigée par Cecil Balmond, où il participe à des projets innovants basés sur la géométrie et collabore avec des architectes de renom tels que Zaha Hadid, Shigeru Ban et Ron Arad.
De 2011 à 2017, il occupe le poste de Directeur associé chez AKT II, où il dirige des équipes sur des projets architecturaux et d’infrastructure complexes.
En 2018, Nicolas Sterling cofonde Sterling Presser Architects + Engineers à Berlin avec son épouse Elke Sterling-Presser. L’agence se concentre sur la conception intégrée et les infrastructures durables, avec des projets en Europe, Asie et Moyen-Orient.
Depuis juillet 2021, Nicolas Sterling est nommé au Comité National des Conseillers du Commerce Extérieur de la France (CNCCEF), organisation rassemblant tous les CCE et constituant le cadre dans lequel il contribue aux activités du réseau : conseil aux pouvoirs publics, accompagnement des entreprises françaises à l’international, formation des jeunes à l’étranger, promotion de l’attractivité de la France.

## Ouvrages
- 2008 - The Morning Line, Séville, Espagne (avec Matthew Ritchie et Aranda / Lasch)
- 2009 - King Abdullah Petroleum Studies and Research Center, Riyad, Arabie saoudite (avec Zaha Hadid)
- 2009 - Tall Tree and the Eye, Musée Guggenheim Bilbao, Espagne (avec Anish Kapoor)[2]
- 2009 - Qatar Faculty of Islamic Studies (QFIS), Doha, Qatar (avec Mangera Yvars Architects)
- 2010 - Pavillon danois, Expo 2010, Shanghai, Chine (avec BIG)[2]
- 2010 - King Abdullah Sports City (KASC), Djeddah, Arabie saoudite (avec Arup associates)
- 2011 - Ashmount Primary School, Londres, Angleterre (avec Penoyre & Prasad)
- 2012 - Coca-Cola Beatbox, Londres, Angleterre (avec Pernilla & Asif)
- 2012 - Grand Théâtre de Rabat, Rabat, Maroc (avec Zaha Hadid)[2]
- 2014 - Palais présidentiel, Alger, Algérie (avec Zaha Hadid)
- 2020 - Passerelle d’entrée du théâtre d’eau et parc Taiyuan, Taiyuan, Chine[6]
- 2020 - Théâtre d’eau en plein air, Taiyuan, Chine[5]
- 2020 - Service & Artists Building, Taiyuan, Chine
- 2021 - Requalification du Pont du Lion, Saint-Genis-Pouilly, France[2]
- 2025 - Passerelles du parc du château, Bedburg, Allemagne

## Enseignement
Nicolas Sterling intervient et donne des conférences à l’international, notamment à l’Architectural Association et à la Bartlett School of Architecture à Londres, au KTH Royal Institute of Technology à Stockholm, et à l’Ethiopian Institute of Architecture, Building Construction and City Development à Addis-Abeba. Son enseignement met l’accent sur l’apprentissage interdisciplinaire et l’expérimentation en conception, en particulier dans la conception structurelle et la fabrication numérique.
Nicolas Sterling défend l’intégration interdisciplinaire de l’architecture et de l’ingénierie dès les premières phases conceptuelles jusqu’à la réalisation des projets. Il promeut une approche de conception pleinement intégrée, où les disciplines « se croisent » et « s’interchangent ». Il évoque souvent la notion de « creative abrasion » pour décrire la valeur de l’échange intellectuel dans les processus de conception. Sa recherche architecturale porte sur l’expression structurelle et matérielle, les motifs naturels, la légèreté, la durabilité, et l’utilisation d’outils analogiques et numériques en conception et en réalisation.

## Distinctions et prix
- 2002 - Prix APK, Passerelle d’Orléans (1er prix)
- 2002 - Arcelor Architecture and Steel Award (3e prix)
- 2012 - BREEAM Education Award pour Crouch Hill Community Centre
- 2017 - World Architecture Festival Awards
- 2022 - Architizer A+ Awards - WH Arena[7]
- 2023 - Architizer A+ Awards - Jahnsportpark[8]
- 2023 - Prix Eiffel pour le requalification du Pont du Lion[9]

## Publications
- Bulletin OTUA Ouvrages Métalliques, ConstruirAcier (prev. OTUA), 2005, 4e éd., 106–143 p.
- Bulletin OTUA Ouvrages Métalliques, ConstruirAcier (prev. OTUA), 2010, 6e éd., 128–143 p. (ISBN 978-2-7258-0018-9)
- avec Elke Sterling-Presser, Everything is arising and passing away, Travelbook India-Nepal, 2011
- avec Jeroen Janssen, Peter Hind : 2017, « The Structure of the Grand Théâtre de Rabat... », Conférence IASS Annual Meeting Hamburg
- avec Elke Sterling-Presser : 2017, « Brommy new Footbridge proposal », chapitre d’ouvrage, The World’s Footbridges for Berlin, Jovis Verlag, p.82–84,  (ISBN 978-3-86859-488-1)
- AAIIA Collective : 2021, « Fluidité architecturale et structurelle », chapitre d’ouvrage, pages 234-249, Esthétique des Structures,  (ISBN 978-2-9580000-0-4)
- Footbridge 2022 Madrid – Creating Experience : 2022, « The Pont Du Lion, Saint-Genis-Pouilly, France: a Creative Transformation to Redefine the City Entrance », conférence, Madrid,  (ISBN 978-84-89670-96-9)
- Footbridge 2022 Madrid – Creating Experience : 2022, Nicolas Sterling & Elke Sterling-Presser , « Creating Momentum », conférence, Madrid,  (ISBN 978-84-89670-96-9)

- Architektur Berlin | Building Berlin : 2023, « Requalification Pont du Lion », chapitre d’ouvrage, Building Berlin Vol. 12, Braun Publishing, p.100-101,  (ISBN 978-3-03768-289-0)
- Architektur Berlin | Building Berlin : 2024, « Taiyuan Water Theatre », chapitre d’ouvrage, Building Berlin Vol. 13, Braun Publishing, p.94-95,  (ISBN 978-3-03768-299-9)